# Avión ligero

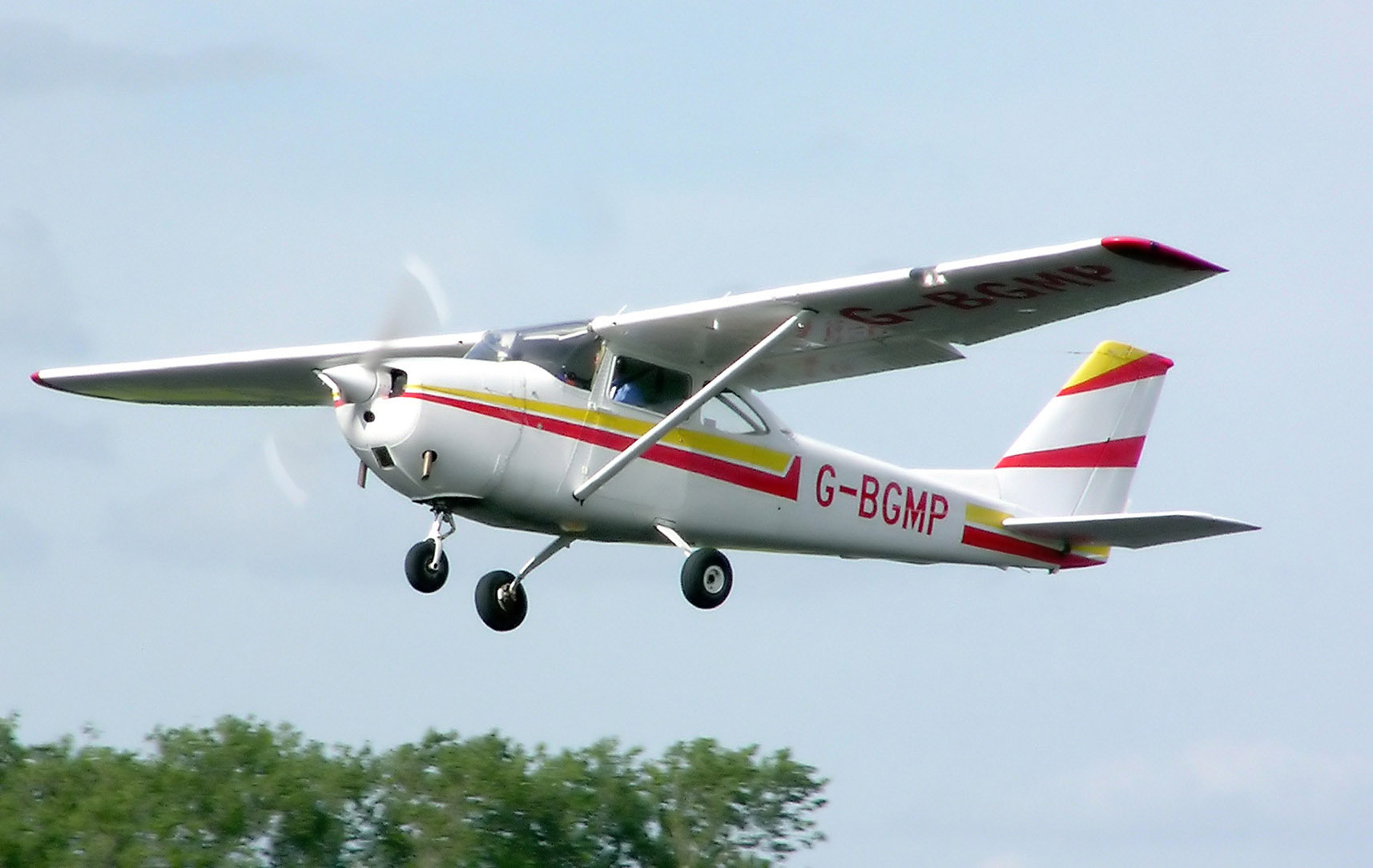
Avioneta Cessna 172, la más producida del mundo

Un avión ligero (en las categorías más ligeras también avioneta) es un avión de tamaño relativamente pequeño. Si bien algunas entidades reguladoras aeronáuticas definen «avión ligero» como aeronaves de cierto rango de pesos, no existe una definición universal. Muchas de las aeronaves utilizadas para el transporte de mercancías, fotografía aérea, vuelos de fumigación, ambulancias aéreas y vuelos comerciales de corta duración (taxi aéreo, entre otros) se consideran aviones ligeros. Normalmente, este tipo de aviones no necesitan una pista demasiado larga para aterrizar o despegar.
Los pilotos de este tipo de aviones tienen una licencia de piloto privado (aviación general), siendo precisamente modelos de aviones ligeros los usados en para las clases de vuelo en las distintas escuelas.
Los aviones ultraligeros no están incluidos en esta categoría, siendo de categoría menor tanto en peso como en alcance y potencia, y con un número limitado de tripulantes. Estas requieren de una licencia de piloto distinta (en algunos países, como Estados Unidos, los monoplaza son considerados vehículos de recreo y no aeronaves, por lo que ni requieren una licencia). Algunas avionetas ultraligeras, algo más avanzadas y de fuselaje cerrado, guardan un aspecto muy similar a las avionetas ligeras, y a veces hasta un tamaño semejante.

## Características

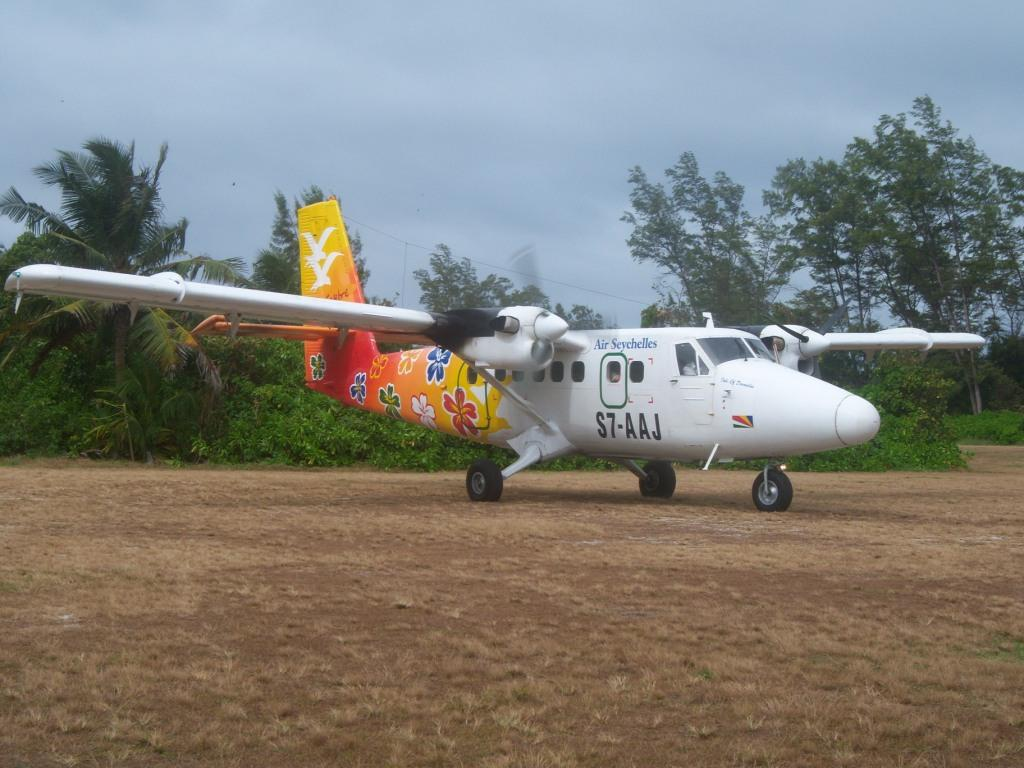
Avión de Havilland Canada DHC-6 Twin Otter de Air Seychelles.

Los aviones ligeros pueden tener un solo motor y siempre son propulsados por medio de hélices (los aviones a reacción no se incluyen en esta modalidad). La mayoría de aviones con un solo motor lo tienen en configuración tractora (habitualmente integrado en el morro, aunque los hay también encima del fuselaje), aunque también los hay en configuración propulsora (en la cola o detrás del fuselaje). Los aviones con dos motores los tienen integrados en las alas o, en el caso de configuración de ala alta, debajo de ellas.
Ejemplos de avioneta incluyen:
- Beechcraft: Modelos como el Beechcraft Bonanza o el Beechcraft Baron
- Cessna: Modelos como el Cessna 120 o el Cessna 172
- La mayoría de aparatos de las empresas Diamond Aircraft Industries, Cirrus Aircraft, Mooney International Corporation y Piper Aircraft

El límite entre avionetas y aviones de mayor tamaño se encuentra en modelos tales como el de Havilland Canada DHC-6 Twin Otter y el Beechcraft Super King Air.
La Federal Aviation Administration (FAA) no define «avión ligero», pero sí define «avión deportivo ligero», cuyo peso a no exceder (peso máximo a la hora de despegue) es 600 kg. Se define «avión pequeño» (small airplane), siendo de hecho una modalidad que en otros países encaja en la aviación ultraligera. La FAA define vehículos ultraligeros a aquellos con un peso vacío menor a los 115 kg.

## Etimología
La palabra «avioneta» viene del francés avionette, uno de los primeros términos utilizados en la aviación. Está compuesta por el prefijo «avión» (del latín avis, 'aves') y el sufijo diminutivo «eta».